# Seckauer Zinken
Seckauer Zinken är ett berg i Österrike.   Det ligger i distriktet Murtal och förbundslandet Steiermark, i den östra delen av landet, 160 km sydväst om huvudstaden Wien. Toppen på Seckauer Zinken är 2 397 meter över havet, eller 385 meter över den omgivande terrängen. Bredden vid basen är 7,0 km.
Terrängen runt Seckauer Zinken är bergig åt nordost, men åt sydväst är den kuperad. Närmaste större samhälle är Knittelfeld, 14,4 km söder om Seckauer Zinken. 
I omgivningarna runt Seckauer Zinken växer i huvudsak blandskog. Runt Seckauer Zinken är det ganska glesbefolkat, med 50 invånare per kvadratkilometer.